# ユール (スウェーデン)

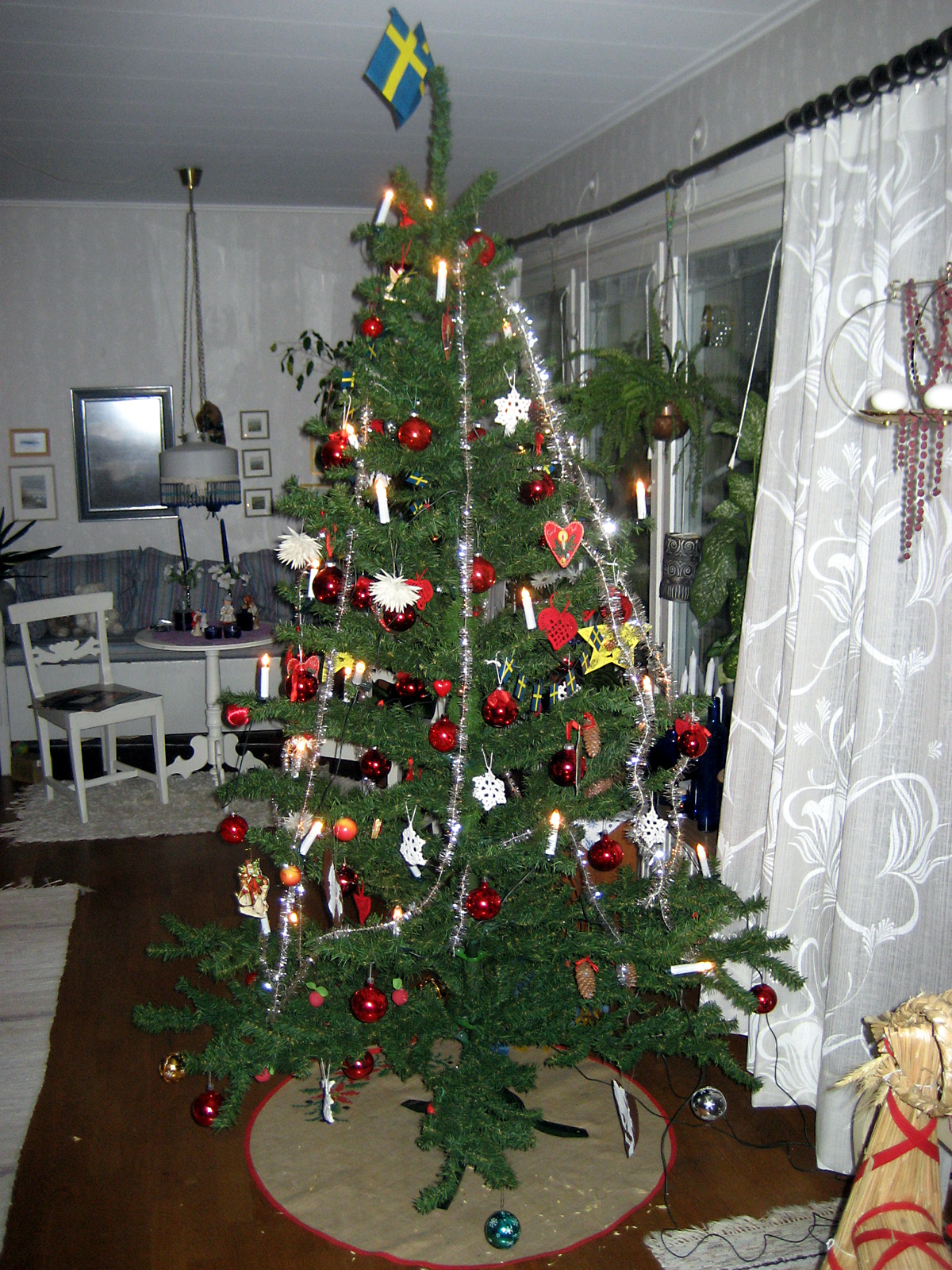
スウェーデンのクリスマスツリー、2007年

スウェーデンのクリスマス、ユール(典: jul）は、12月の間、そして伝統的に1月13日の聖クヌートの日 (St. Knut's Day) まで祝う。主な祝祭と贈り物の交換は12月24日のクリスマス・イヴに行う。聖ルチア祭はアドベント期間中の12月13日に祝う。
スウェーデンのクリスマスは、国内と海外の習慣が入り交じっており、農耕社会から現代までの間に再解釈、洗練、商業化された。現在スウェーデンでは、それぞれの家族は独自の本当の方法で祝っていると主張するものの、ほとんどの人がクリスマスを同じように祝い、多くの地域習慣や特別料理は消えていった。

## 歴史
ユール（Jul）という言葉の発祥は不明である。有史以前は「julblot」または「midvinterblot」と呼び、冬至を祝うものであった。祝祭の理由は、昼がよ夜よりも長くなるためであり、この現象を崇拝するものであった。アース神族はこれを自然の復活と解釈した。このとき特に歓迎するアース神族はオーディンであり、一般に「Jólner」の名で知られる。「Jul」という言葉は西暦900年頃にはすでに、「Dricka Ju」（ユールを飲む）と言うハーラル1世への賛辞に使われていた。
12月末のクリスマスの祝祭は多くの地域で非常に古い伝統である。これらの中で古ノルド語のクリスマスの祝祭は11世紀のスカンディナヴィアに広まっており、真冬の奉納の祝祭と関連づけて祝われた。さらに、イエス・キリスト生誕を祝うキリスト教徒の祝祭もある。これらの祝祭の最古の記録は西暦333年であり、それから800年後に古ノルド語のクリスマス祝祭に同化した。
古ノルド語の文献では、北欧諸国における無宗教のユールの祝祭は『ユール（jul/yule）を飲む』と表現された。ゲルマン民族の真冬の非キリスト教の祝祭の特徴は、よく飲み食べることであった。焼き菓子を作りエールとミードを作ることは、祝祭の重要な準備であった。中世の木製カレンダーおよびキリスト教以前の絵画石碑において、この祝祭はやはりエール1バレル、または角の杯で飲むことに象徴されている。そのような食事と飲み物の伝統は元来非キリスト教の「クリスマス」の祝祭の特徴である。

## 伝統

### クリスマスツリー
クリスマスツリーの逸話は16世紀のドイツから始まる。17世紀から18世紀の間、クリスマスツリーをキャンドルで飾るようになった。初期のスウェーデンのクリスマスツリーは一般に、火がついたキャンドルと果物やお菓子のようなおやつで飾られていた。枝にはリンゴを吊るして、キャンドルが水平に位置するようにした。それからすぐに、家庭では紙わらで独自の飾り付けを作ることが一般的となった。1818年前後の数年にかけて、スウェーデンの大都市では市販のクリスマスツリー飾りが販売されるようになり、最高級品はドイツから輸入された。スウェーデンでクリスマスツリーを購入し飾る日は家庭により様々であるが、ほとんどでは12月13日に飾り付けて翌1月13日までに片付ける。現在の一般的な飾り付けは、飾り玉、キャンドル、リンゴ、スウェーデン国旗、小さいノーム（精霊）、タッセル、および藁のオーナメントである。家の中は赤いチューリップと、ハートや星、ヤギの形の ペッパーカーカ（pepparkakor）の匂いで満たされる。

### サンタクロース
サンタクロースの衣装と色は聖ニコラオスの赤い司教服と先のとがった司教帽から来ている。聖ニコラオス/サンタクロースの描写は、時とともに変化してきた。現在の太って陽気なサンタクロースが白い縁取りの赤い衣装、黒いベルトとブーツの格好で、空飛ぶそりに乗る絵は、コカコーラ社が作成した。この画像は1931年に開始したコカ・コーラ販売キャンペーンで、スウェーデン系アメリカ人のイラストレーター、ハッドン・サンドブロム (Haddon Sundblom) が描いた。スカンディナヴィアの民間伝承には、しばしばサンタクロースと間違われる容姿があり、このため真冬とクリスマスに関連づけられてきた。それはニッセ/トムテであり、赤いとんがり帽をかぶった、かなり不愉快で怒りっぽい小さな精霊であり、牛と畑を見守っている。クリスマスに粥をごちそうしないと、人々と牛を不運や病気にさせる。サンタクロースとは関係なく、誰にも贈り物は与えず、子供を嫌っている。

### 食べ物と飲み物
クリスマスの食事は、住む地域や出身地域により異なる。しかし、デパートの均一な売り出しや便利な出来合い食品に少なからず起因し、均質化されている。近年、ハムを塩蔵したり自家製豚肉ソーセージを詰める時間を持つ家庭はほとんどない。
伝統料理には、クリスマス・ハム、ポーク・ソーセージ、卵とアンチョビの混ぜ合わせ（gubbröra）、ニシンのサラダ、ニシンの酢漬け、自家製レバーパテ、麦芽風味のライ麦パン（vörtbröd）、ジャガイモと魚の名物料理ルートフィスク（lutfisk）といった古典的料理すべてを調理するユールボードがある。ハムは最初にボイルし、卵、パン粉とマスタードを混ぜたソースで照りをつけて飾る。ルートフィスクは、調理前に干したリングやセイス（タラ科の魚）をアルカリ溶液で戻す。ビールと時折のスナップス（Snaps）がクリスマスの食事での定番の飲み物である。グロッグ (glögg)、ジンジャーナッツ、ルッセカット/ルッセブッレ（サフランパン、Saffron bun）は12月の間ずっと提供される。
普段は教会に行かない人々もアドベントの最初の日曜日や、12月24日深夜のクリスマス、クリスマスの早朝（Julotta）の礼拝に訪れる。